# Miss Italia
Miss Italia este un concurs de frumusețe care are loc aproape anual la nivel național în Italia. Concursul are loc începând din anul 1946, la concurs pot participa numai femei necăsătorite. Prin anii 1920 exista deja un concurs de frumusețe, câștigătoarele concursului nu sunt cunoscute.
Candidatele care au câștigat titlul pot participa la competițiile internaționale Miss Europe și Miss Universe. Printre concurentele mai cunoscute au fost Gina Lollobrigida, Silvana Mangano, Eleonora Rossi Drago, Maria Grazia Cucinotta și Caterina Murino. Din anii 2003 mai există și titlurile Miss Universo Italia și Miss Mondo Italia.

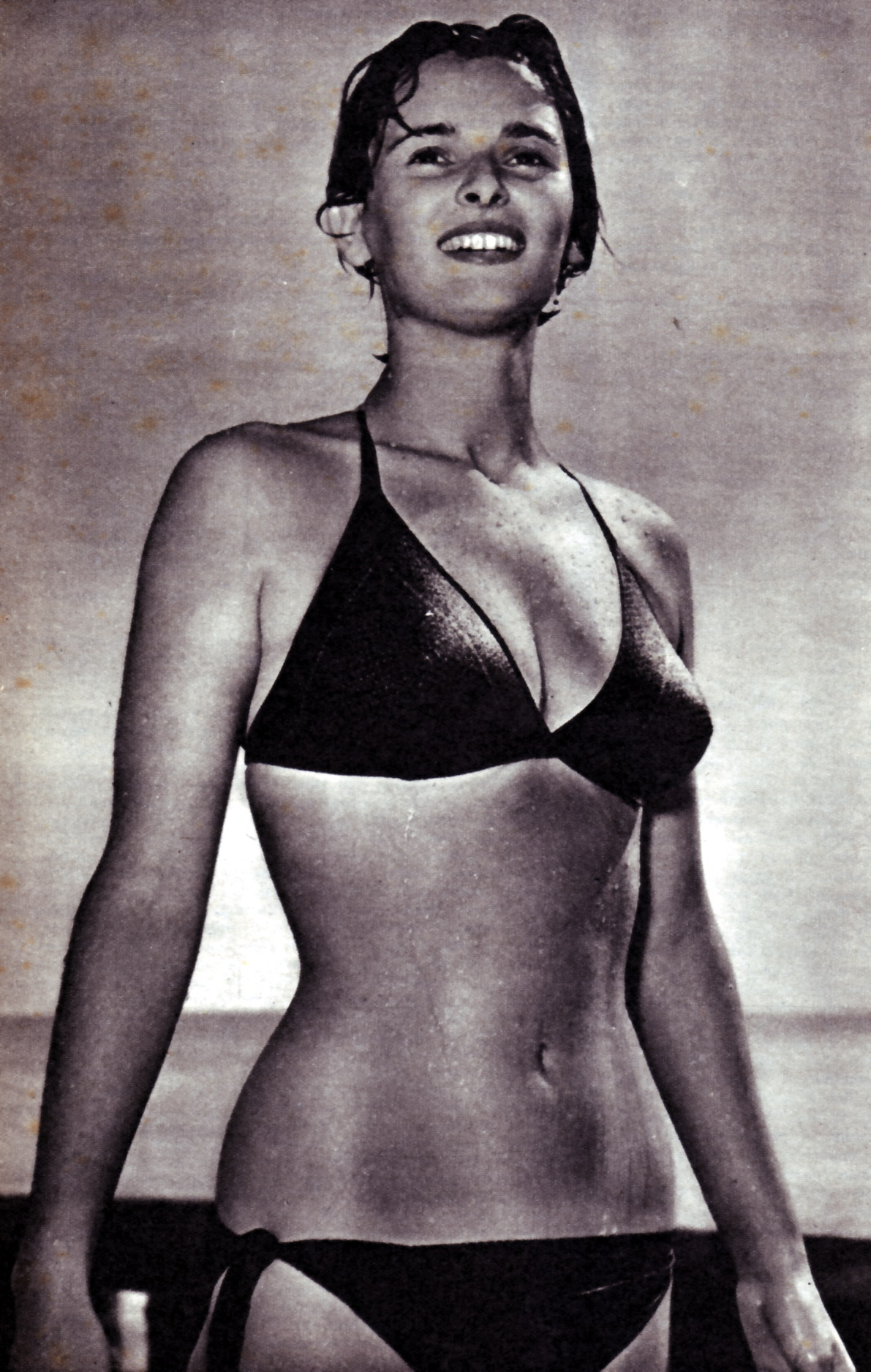
Lucia Bosè, locul I 1947

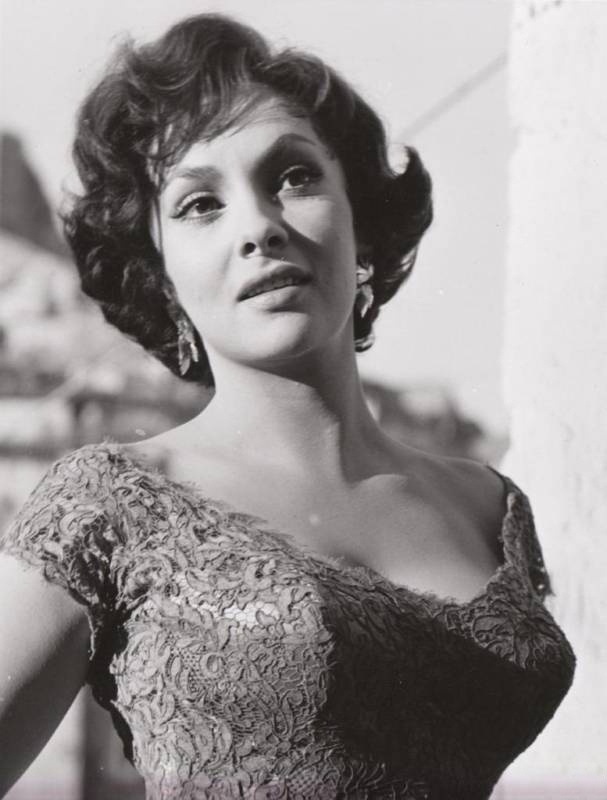
Gina Lollobrigida, locul III 1947

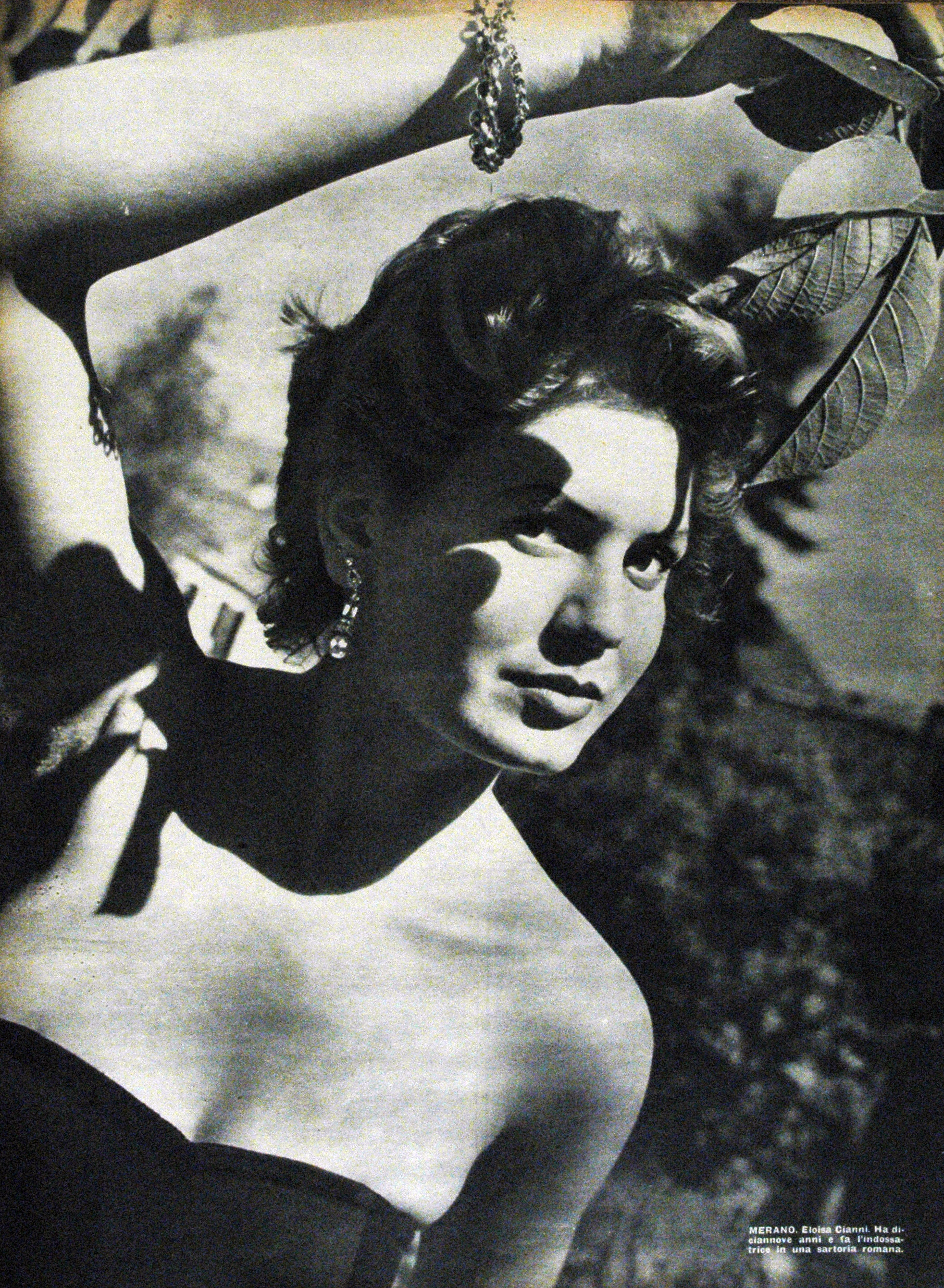
Eloisa Cianni, locul I 1952